# Antonia Cortijos Sánchez
Antonia Cortijos Sánchez (Barcelona, 1948 - ibíd., 22 de novembre de 2022) fou una pintora, il·lustradora de contes infantils i escriptora catalana. Va morir en un accident de trànsit a la ronda de Dalt en ser atropellada per un camió.
Va començar a estudiar disseny d'interiors a l'Escola Massana quan tenia setze anys, especialitat a la que es va dedicar fins als 36, i més tard hi va tornar a ingressar per estudiar pintura. A més de fer diverses exposicions i d'il·lustrar obres de literatura infantil i juvenil, també va treballar a revistes com Clara o Lecturas.
Una amiga seva, veient que era una lectora compulsiva, la va convèncer per entrar en un grup de lectura i d'escriptura de relats, on van animar-la a escriure una narració. D'aquesta manera, Cortijos va iniciar la seva etapa com a novel·lista: va publicar les novel·les El diario de tapas rojas, (Plaza & Janés, 2006) Isla Plana (Haka Books) i Ruido de agua (2009).
L'artista, que estava casada amb Jordi Sierra i Fabra, era la vicepresidenta de la fundació que porta el nom de l'escriptor.